# Magtbalanceordning
En magtbalanceordning er, når individuelle stater eksisterer i ligevægt. Dette betyder, at ingen kan opnå fordele ved aggressiv opførsel. Dette var for eksempel situationen under den kolde krig, hvor der herskede magtbalance mellem øst og vest.

## Multipolaritet
Multipolaritet vil sige en balance mellem flere magter, hvoraf ingen formår at dominere resten. I en sådan situation er den teoretiske forventning, at man i bestandigt i skiftende alliancer vil stræbe efter at indtage en dominerende rolle – som i Europa frem til 1945. 
På dette billede skildres et multipolaritært verdenssamfund. Vi ser G8 som den øverste økonomiske magt, altså en slags supermagt. EU er også med til møderne med en repræsentant.
Under G8 findes andre store økonomiske magter. Dette kan være Indien, Brasilien, Saudi Arabien, Mexico og Spanien. Til sidst er den 3. verden.

## Bipolaritet
Efter 2. verdenskrig blev de to magter USA og USSR udkrystalliseret, og det gav det daværende verdenssamfund, en ny polaritet kaldet bi (to). De 2 supermagter ville prøve at overgå hinanden, og dette førte bl.a. til ukontrolleret våbenkapløb. Verdens var delt i bipolaritet frem til ca. 1990. 
I dette samfund ser vi USA og USSR (Sovjet) som de to eneherskende supermagter både økonomiske men også militært. Under disse supermagter har vi mange andre magter. Vi har Nato-landene og landene i Warszawapagten som en slags med supermagt, disse forbindelser får de 2 supermagter til at stå endnu stærkere overfor hinanden. Hvis der i dag skal være unipolaritet eller bipolaritet skal den pågældende supermagt have allierede, ellers går det ikke. Fra 1945 til 1990 var Tyskland delt og Kina stadig kommunistisk. Rundt om i verden havde de 2 supermagter mange indbyrdes slag, som i Vietnam og Korea. Den 3. verden er stadig et punkt.

## Unipolaritet
Siden 1990 har vi haft unipolaritet med USA som den altdominerende magt både økonomisk og militært, hvilket minder en del om fortolkningen af hegemoni. Masser af andre magter bejler til at blive den næste supermagt, så måske får vi snart bipolaritet igen. 
Her har vi én supermagt. Denne er ubestridt størst i økonomi og militær. Under denne har vi en masse potentielle supermagter, disse har enten meget økonomisk magt, politisk magt eller meget arbejdskraft. Men kan ikke få alt dette til at hænge sammen. Under større stater og magter har vi stater der ikke er potentielle supermagter men har større økonomier og meget politisk magt, kunne være England, Frankrig og Tyskland. 
Det kan diskuteres om disse stater er potentielle supermagter eller ikke. Småstater og kontrollerede stater, vil være stater der ikke har så stor en økonomi og et særligt militær. Vi i Danmark ligger her, selvom nogen mener at vi er meget ude og blande os med de store omkring politik men også militært.

## De fire kritikpunkter
Magtbalanceordningen er langt fra en optimal løsning på verdens sikkerhedsproblemer. Der kan opstilles fire kritikpunkter af teorien:
Opretholdelsen af en magtbalance medfører et konstant våbenkapløb, der er kostbart for de involverede parter. Der opstår en konkurrence parterne i mellem for at sikre sig bedst muligt mod den oppositionelle part. For en individuel opretholdelse af sin magtposition, må parterne konstant udvikle de mest moderne våben og poste flere penge ind i forsvarsbevillingerne. 
Våbenkapløbet som følge af magtbalancens opretholdelse er i sig selv en trussel mod freden. Heraf opstår et mere militariseret verdenssamfund, hvor fjendebilleder dyrkes i højere grad. Det fører til en sværere forståelse for andre stater. Den evindelige risiko for at komme bagud i kapløbet kan medvirke til et præventivt angreb på modparten som et forsøg på en hindring af den anden parts våbenudvikling.
Atomvåbenene udvikler magtbalancen til en terrorbalance. Man kan mene at atomvåbenene gør krig irrationelt for de store stater. Men der er ingen der kan garantere, at selv store stater vil handle rationelt. Da kontrollen med atomvåbenene stadig ligger hos de enkelte stater, er der en chance for at ansvarsløse ledere vil bruge dem. Der er også en risiko for at våbenene vil blive brugt ved en fejltagelse.
Magtbalancen i én del af verden kan endeligt være en forudsætning for krig i en anden del. Eksempelvis var freden mellem supermagterne under den kolde krig ikke nogen hindring for udbruddet af krige i Den tredje Verden. Samtidig hindrede magtbalancen heller ikke undertrykkelse inden for blokkene, hvilke blandt andet førte til væbnede konflikter i Østeuropa.